# Félix Vialart de Herse
Félix Vialart de Herse (Parigi, 3 settembre 1613 – Châlons-en-Champagne, 11 giugno 1680) è stato un vescovo cattolico francese.

## Biografia
Perse giovanissimo il padre, Michel Vialart de Herse, presidente del Parlamento di Parigi; sua madre, Charlotte de Ligny, lo spinse a entrare nello stato ecclesiastico e lo collocò nel collegio di Navarra.
Ottenne la laurea in teologia nel 1638 e fu nominato abate commendatario di La Celle e Pébrac; nel 1640 fu scelto come coadiutore del vescovo di Châlons, al quale succedette poco dopo.
Applicò alla sua diocesi le disposizioni del Concilio di Trento: fondò il seminario, organizzò ritiri per sacerdoti e chiamò sacerdoti per la predicazione delle missioni popolari. Si interessò notevolmente all'educazione della gioventù: su esempio di Nicolas Pavillon, vescovo di Alet, impartì direttive agli insegnanti della diocesi e fondò i maestri reggenti; chiamò le orsoline a Châlons-en-Champagne e finanziò l'apertura di un collegio a Vitry-le-François.
Nelle controversie gianseniste, contribuì a mediare tra Luigi XIV, Port-Royal e Clemente IX sulla questione del formulario antigiansenista, che si concluse con la "pace clementina" del 1669. La sua azione fu lodata da papa Innocenzo XI con un breve del 1677.
Gli fu più volte offerta da Luigi XIV la cattedra di arcivescovo di Parigi, ma rifiutò sempre.
Morì nel 1690 e lasciò gran parte dei suoi beni ai poveri.

## Genealogia episcopale e successione apostolica
La genealogia episcopale è:
- Cardinale Prospero Santacroce
- Cardinale Pierre de Gondi
- Cardinale Henri de Gondi
- Arcivescovo Léonor d'Estampes de Valançay
- Vescovo Félix Vialart de Herse